# Точка Венеры
Точка Венеры (фр. Pointe Vénus, англ. Point Venus) — мыс, расположенный в самой северной точке острова Таити к северо-востоку от залива Матавай. Находится примерно в 8 км (5,0 миль) к востоку от столицы Французской Полинезии — города Папеэте.

## История
Мыс получил своё название в 1769 году во время Первого кругосветного плавания Джеймса Кука в честь планеты Венера.
По поручению короля Англии Георга III перед Куком и его командой, в состав которой входили также астроном Чарльз Грин и натуралисты Джозеф Бэнкс и Даниэль Соландер, была поставлена задача достичь острова Таити для наблюдений из южной части Тихого океана за прохождением Венеры по диску Солнца, которое должно было состояться 3 июня того же года.
12 апреля 1769 года экипаж корабля высадился на мысе и соорудил на нём обсерваторию для изучения Солнечной системы и укреплённый лагерь, который получил название «Форт Венера» (англ. Fort Venus).
26 октября 1788 года у мыса Точка Венеры в заливе Матавай произошёл мятеж части экипажа британского корабля «Баунти».

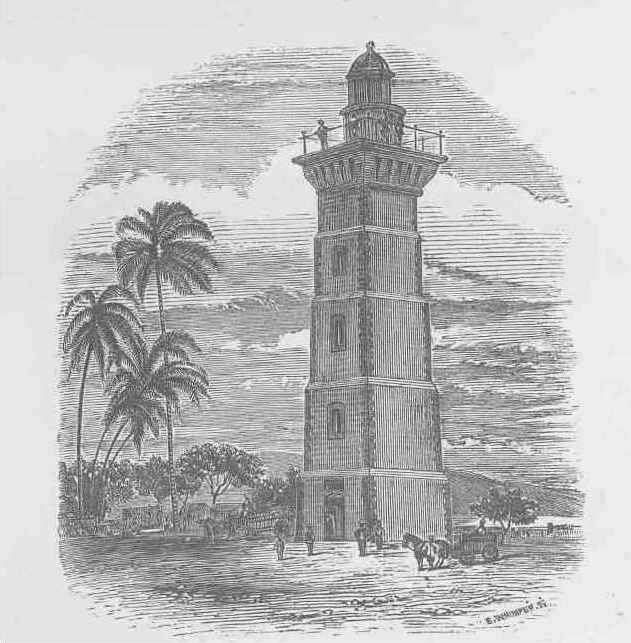
Маяк на Точке Венеры, Таити. Гравюра 1869 года

На мысе в 1866 году был возведён, а в 1868 году открыт маяк, который освещал воды океана к северу от Таити.